# Juan Victoriano Cira
Juan Victoriano Cira (San Lorenzo, Municipio de Uruapan, Michoacán, México, 24 de mayo de 1927 – San Lorenzo, Municipio de Uruapan, Michoacán, México, 27 de septiembre de 2010) fue uno de los compositores más prolíficos de música p'urhépecha en el estado de Michoacán, México. Gran parte de su obra musical se encuentra resguardada en la Biblioteca del Congreso de Estados Unidos en Washington D. C. Tuvo reconocimientos del Instituto Nacional de Bellas Artes (INBA), del Diario La Voz de Michoacán y del Ayuntamiento de Nahuatzen y Uruapan por su aportación a la difusión y revalorización de la cultura p'urhépecha.

## Historia
El nombre de Juan Victoriano Cira quizá pase desapercibido en la presente generación, mas no sus obras musicales que han cautivado a propios y extraños con la belleza del alma que refleja en sus composiciones y las pirekuecha (cantos en lengua p'urhépecha). En el universo de las creaciones musicales Juan Victoriano Cira es una referencia obligada.
Nació el 24 de mayo de 1927 en la comunidad p'urhépecha de San Lorenzo, Municipio de Uruapan, Michoacán, México. A la edad de 16 años empezó a componer las pirekuecha y música, cuya estética las nutrió de las voces de la naturaleza agredida, de las intimidades de la vida amorosa, de cierto erotismo que recorre sus piezas, tal como se pinta en sus pirekuecha más conocidas “Male Rosita”, “Toronjil Morado”, “Lindo México”, “Sebastianita”, “Hortencia Tsitsiki”, “Esos Ojitos”, “Dalia Tsïtsïki”, “Jucheti Crusita”, “Francisquita”, “K’uinchekua”, “Esperancita”, “Elvirita” y muchas más, en las que, inevitables, sus personajes son también las flores, el viento, los pájaros y la belleza de las mujeres. 
Sus padres fueron Pedro Victoriano Eugenio y la señora Virginia Cira Ramírez. Fue el mayor de 4 hermanos. Se casó con Dominga Cruz Cira y tuvo 6 hijos: Cecilia, Sebastiana, Lucas, María Concepción, Virginia y Pedro.
A los 6 años aprendió a cantar con su maestro de educación primaria en la comunidad y participó en un concurso regional de canto en la comunidad de Capacuaro, obteniendo el primer lugar. En los siguientes años (1934-36) aprendió solfeo con el maestro rural Evaristo Corales, nativo de la comunidad, –pero su padre era de la comunidad de Corupo–, fueron sus compañeros de clase: Agustín Alejo, Antonio Cruz, Feliciano Alejo, Nicolás Casiano, Miguel Severo, Miguel Amado, Francisco Cruz, Domingo Ramírez, Tomas Ángel, Miguel Corales, de todos ellos, solo algunos lograron sacar adelanto el estudio de la música, con los que más tarde formarían la primera orquesta en la comunidad. El violín fue el instrumento que aprendió a ejecutar, pero también la guitarra, el bajo y el violonchelo. 
Sus obras han sido interpretadas por orquestas, bandas y pireris tanto indígenas como no indígenas. En el año 1995, la pieza musical “Lindo México” interpretada originalmente por el guitarrista Joaquín Bautista Ramírez y registrada en 1972, llamó la atención de Hollywood. El folklorista Pepe Ávila y el músico Mark McKenzie con arreglos para orquesta filarmónica la convierten en el tema del film “My Family”, protagonizada por Edward James Olmos y la actriz Elpidia Carrillo y otros actores de Hollywood. 
La música de Juan Victoriano, han sido incluidas en varios discos L. P. y disco compacto: “Amanecer Tarasco”, “Inchatiro” de la compañía Fonomex, Maestros del Folclor Michoacano, editora RCA Víctor y “The Real Mexico in Music and Song”, editada por firma norteamericana Monesuch Records entre otros; el autor nunca ha cobrado regalías por las grabaciones que han hecho de sus composiciones, pero celebra la vida con su oficio, “con la música no viene esperar manutención o riquezas. Viene nada más el puro gusto y alegría bastante”, dijo  en una entrevista al Diario Reforma. Y es que él nunca busco escenarios para mostrar su música y sus pirekuecha; fueron las comunidades, las fiestas, las reuniones familiares donde mostró sus creaciones que años más tarde se convertirían en piezas clásicas del repertorio musical del mundo p’urhepecha.
En el año de 1963 recibe el reconocimiento del Instituto Nacional de Bellas Artes (INBA), y en se mismo año recibe la visita de la etnomusicóloga norteamericana Henrrieta Yurchenco, quien le graba las composiciones. Archivos sonoros que hoy forma parte del acervo cultural de la Biblioteca del Congreso de Estados Unidos. En 1998, el Cabildo del Ayuntamiento de Uruapan le entrega un reconocimiento por la loable labor en pro de la cultura y las tradiciones del pueblo p’urhepecha.
Del diario más influyente del Estado, La Voz de Michoacán, en junio del 2005 acepta recibir la Presea "José Tocaven Lavín", al Mérito Musical; reconocimiento que otorga el rotativo cada año a personajes michoacanos que han destacado en diversos ámbitos y que han puesto en alto el nombre de Michoacán y a México. Y en agosto 16 del presente año, la Comunidad P’urhepecha por medio de Casa de la Cultura de Nahuatzen le entrega un reconocimiento por su trayectoria musical y Tata K’eri (abuelo) ejemplar y hombre de servicio comunitario.
Las dependencias oficiales le negaron apoyos para crear talleres musicales para niños y jóvenes, pero eso no fue impedimento para fundador grupos de orquestas y ejecutantes. El maestro Tata Juan Victoriano está convencido de que la música es el lenguaje de Dios, “El nos habla con soltura de las orquestas del monte, de los violines que bajan del cielo en las lluvias desordenadas, de las bandas que nacen en el rugir de las aguas que descienden en las barrancas, de las arañas que rasgan las cuerdas de sus guitarras, del canto caótico de las fieras, del crujir de la leña encendida”, relato en una entrevista con el diario la Jornada Michoacán.
“Yo me iba al cerro a bajar la música, a buscarla en los sonidos del viento enredado en las hojas espinosas de los pinos, o en las hojas anchas de los encinos, o en el canto de los pájaros. Para que no se me olvidara, la escribía por allá, en el monte. Sí, allá escribía las notas que cantaban los pájaros”, dijo solía decir en sus entrevistas. Reveló la arquitectura de sus creaciones musicales; de las fuentes que alimentan su inspiración, para que su música no sea leída nunca como una manera de escaparse del mundo, sino como una forma de rehacerlo, de aprender a vivir dentro de él y en armonía con las cosas y los seres.
Nunca renegó de las duras jornadas en el campo que vivió de joven, así aprendió a usar su vista, su tacto, su olfato. Así descubrió los muchos ritmos del viento, envueltos en los remolinos que abrazan a la gente del campo; “el viento es el viento, nada más. Las flores en cambio son las más hermosas de la creación, son perfectas, pero también son la ruina del hombre cuando no sabe distinguir su envenenador aroma”, afirmaba.
La experiencia adquirida en los 60 años como creador de música, Tata Juan en una de sus últimas entrevistas con los medios de comunicación dijo “A la vida hay que amarla siempre, quererla en las buenas y en las malas, que de pronto tiene muchas, cantarle con sabiduría y humildad, reclamarle su estupidez, regañarla por sus fallas, halagarla en sus virtudes, e incluso odiarla si es necesario, pero “odiarla con amor”, beberla a sorbos tal vez, acariciarle su cuerpo, desearla, hasta el último instante”.
El 27 de septiembre de 2010 falleció a consecuencia de sus males respiratorios que padecía, dejó un gran legado musical, sones y abajeños, y pirekuecha, muchos de ellos inéditos.   